# Col de Sampeyre
Le col de Sampeyre, à 2 284 mètres d’altitude, relie Stroppo, dans le val Maira, à Sampeyre, dans le val Varaita. Il est situé dans la province de Coni dans la région du Piémont, en Italie du Nord.	
Avec 17,8 km d'ascension depuis Stroppo, une pente de 7,6 % de moyenne et un passage à 10,8 %, il est classé dans les cols hors catégorie par les cyclistes professionnels. Il a figuré au programme du Tour d’Italie en 1995 et en 2003.